# 日和佐八幡神社
日和佐八幡神社（ひわさはちまんじんじゃ）は、徳島県美波町にある神社である。旧社格は郷社。

## 歴史
日本の渚百選の一つでありアカウミガメの上陸・産卵で有名な大浜海岸に鎮座。
1351年（正平6年）の創祀といわれ、もと八幡宮と称した。「阿波志」に1351年（観応2年）に八幡祠日和射浦に置くと記載されている。

## 祭神
誉田別命を主祭神とし、息長足姫命を母神、玉依姫命（神武天皇の母）を妻神として祀る。安産・交通安全・家内安全・無病息災・学業成就の神として信仰される。